# Euphorbia eriophora
Euphorbia eriophora là một loài thực vật có hoa trong họ Đại kích. Loài này được Boiss. mô tả khoa học đầu tiên năm 1844.